# 马尔堡省

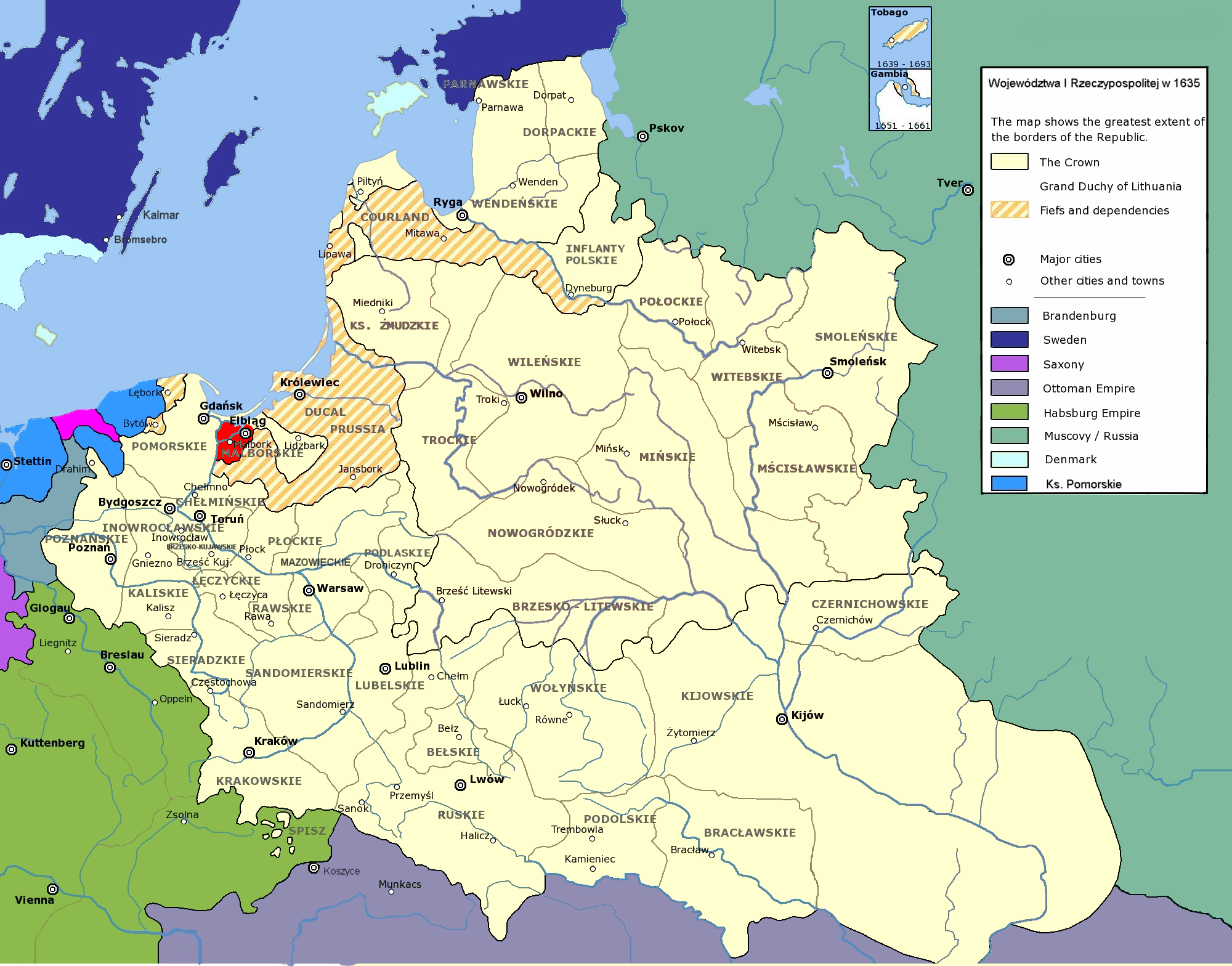
马尔堡省在波兰立陶宛联邦的位置

马尔堡省（波蘭語：Województwo Malborskie）是一个1454年或1466年建立，于1772年至1795年瓜分波兰时撤销的波兰立陶宛联邦行政区划和地方政府。和波美拉尼亚省与海乌姆瑙省共为历史行省皇家普鲁士的组成部分。

## 政府部门所在地
省总督（Wojewoda）所在地：
- 马尔堡

地区议会（sejmik generalny）所在地：
- 史图姆

## 行政区划
| 行政区划     | 波兰语            | 首府                 |
| 史图姆县     | Powiat Sztumski   | 史图姆               |
| 基兹普克县   | Powiat Kiszporski | 基兹普克（德沈兹刚） |
| 埃尔布隆克县 | Powiat Elbląski   | 埃尔布隆克           |
| 马尔堡县     | Powiat Malborski  | 马尔堡县             |

## 省总督
- 史茨伯·巴金斯基（1467年－1480年）
- 米科瓦伊·巴金斯基（1481年－1501年）
- 马切伊·拉巴（1512年－1546年）
- 阿哈奇·切马（1546年－1564年）
- 老法比安·切马（1546年－1564年）
- 小法比安·切马（1581年－1605年）
- 耶日·科斯特卡（1605年－1611年）
- 斯坦尼斯瓦夫·加瓦耶斯基（1611年－1615年）
- 扬·维赫（1615年－1618年）
- 斯坦尼斯瓦夫·科那尔斯基（1629年－1641年）
- 塞缪尔·让良斯基（1625年－1629年）
- 塞缪尔·科那尔斯基（1629年－1641年）
- 米科瓦耶·维赫（1641年－1643年）
- 雅克布·维赫（1643年－1657年）
- 斯坦尼斯瓦夫·加瓦耶斯基（1657年－1677年）
- 扬·意格那西·保科夫斯基（1677年－1679年）
- 扬·格尼亚斯基（1679年－1679年）
- 弗朗西斯科·扬·别利耶斯基（1681年－1685年）
- 欧内斯特·登荷夫（1685年－1693年）
- 瓦迪斯瓦夫·沃斯（1694年－1694年）
- 扬·耶日·匹什本多夫斯基（1697年－1703年）
- 皮奥特尔·克彻夫斯基（1703年－1722年）
- 皮奥特尔·匹什本多夫斯基（1722年－1755年）
- 雅克布·加瓦耶斯基（1756年－1772年）

## 临近省份和地区
- 普鲁士公国
- 波美拉尼亚省